# José Diogo Mascarenhas Mouzinho de Albuquerque
José Diogo Mascarenhas Mouzinho de Albuquerque (Lisboa, São Paulo, Casa da Moeda, 18 de Maio de 1824 — Lisboa, 13 de Janeiro de 1872) foi um militar português.

## Família
Era filho de Luís da Silva Mouzinho de Albuquerque e de sua mulher e prima-irmã Ana Mascarenhas de Ataíde.

## Biografia
Foi Fidalgo de geração, companheiro de seu pai nas guerras civis que se seguiram às lutas liberais, Major e Coronel do Real Corpo de Engenheiros, Governador da Praça de Damão, Director-Geral dos Telégrafos e Faróis do Reino, Director-Geral de Obras Públicas do Distrito do Funchal em 1864 e do Distrito de Leiria, etc.

## Casamento e descendência
Casou em 1853 com sua prima-irmã e prima em segundo e terceiro graus Maria Emília Pereira da Silva e Bourbon (Santarém, Marvila, 13 de Agosto de 1824 - Lisboa, 1 de Setembro de 1906), filha de Joaquim Augusto Pereira da Silva da Fonseca, Moço Fidalgo da Casa Real com exercício no Paço (Alvará de 3/5 de Setembro de 1793), Cavaleiro de Honra e Devoção da Ordem Soberana e Militar Hospitalária de São João de Jerusalém, de Rodes e de Malta (2 de Setembro de 1802), Capitão de Cavalaria reformado, etc, e de sua mulher (casados a 18 de Junho de 1818) Maria Luísa Mascarenhas de Ataíde (Condeixa, 15 de Novembro de 1798 - Leiria, na sua Quinta da Gândara, 23 de Agosto de 1898), tia materna de José Diogo, de quem teve dois filhos: 
- Luís da Silva Mouzinho de Albuquerque (1854 - Lisboa, 8 de Fevereiro de 1883), Engenheiro Civil e de Minas, que perdeu um braço e faleceu com 29 anos de idade, solteiro e sem geração
- Joaquim Augusto Mouzinho de Albuquerque, herói de Chaimite e de Gaza